# كاناك
كاناك (بالجرينلاندية: Qaanaaq)، هي مدينة تابعة لبلدية كاسويتسوب شمال غرب جرينلاند. كانت تسمى سابقاً ثول أو ثول الجديدة، وهي واحدة من المدن الموجودة في أقصى شمال العالم. يتحدث سكان كاناك لغات الكالاليست والدنماركية والعديد أيضاً يتكلم لغة إنوكتون. يبلغ عدد سكان المدينة 656 نسمة اعتباراً من عام 2013. ويقع بالقرب من المدينة أطول بناء في جرينلاند بطول 378 متر وهو برج راديو ماست ثول.

## تاريخ
استقر بمنطقة كاناك عام 2000 قبل الميلاد أفراداً من باليو الإسكيمو المهاجرين من القطب الشمالي الكندي.
تأسست بلدة كاناك الحالية في شتاء عام 1953؛ عندما سعت الولايات المتحدة الأمريكية إلى إنشاء قاعدة جوية لها في ثول، ولذلك نُقل السكان قسراً من بيتوفيك ودونداس وأووماناك على بعد 31 كم (19 ميل) جهة الشمال في غضون أربعة أيام خلال ذروة الحرب الباردة. تم نقل المستوطنة فيما بعد مسافة 100 كيلو متر أخرى جهة الشمال.

## النقل والمواصلات

### نقل جوي
تقوم شركة طيران جرينلاند بتشغيل خدمات الطائرات ذات الأجنحة الثابتة بين مطار كاناك ومطار آبرناويك، مع وصلات أخرى لمطار كارسوت ومطار إيلوليسات. كذلك هناك رحلات بشكل متقطع حسب الحاجة إلى بلدات سيورابالوك وموريوساك وسافيسيفيك عبر قاعدة ثول الجوية.

### نقل بري
هناك عدد قليل من الطرق الترابية غير المعبدة في كاناك. ويوجد طريق واحد مُعبد يربط البلدة بالمطار تسير عليه شحانات صغيرة وسيارت دفع رباعي. لكن الزحافات والزلاجات التي تجرها الكلاب بجانب المشي هما بدائل شائعة للسيارات.

## الخدمة الطبية والطوارئ
يوجد في كاناك مستشفى صغير بُني في الخمسينات من القرن العشرين؛ وأعيد بناؤها عام 1996، وبها مستلزمات خدمة الرعاية الصحية الأساسية. ولمن يحتاج رعاية أكثر تقدماً فأنه يُنقل إلى مراكز طبية أخرى في جرينلاند عن طريق الجو.
أما الخدمات الإطفائية فيقدمها رجال الإطفاء الموجودين في قاعدة ثول الجوية.

## الحكم المحلي
تتكون الحكومة المحلية من مجلس يتكون سبعة أعضاء ينتخبون مرة كل أربع سنوات، وتجتمع من أربع إلى ست مرات في السنة.

## السكان
بلغ عدد سكان كاناك 626 نسمة عام 2010، وهي أكبر المستطونات في شمال جرينلاند. وعدد سكانها مستقر نسبياً مع تقلبات طفيفة خلال عقد التسعينات في القرن العشرين.

## المناخ
كاناك تقع في إطار المناخ القطبي (التندرا القطبي بحسب تصنيف كوبن المناخي)، ولذلك فصول الشتاء طويلة وباردة. وتبلغ درجة الحرارة ذروتها 10 درجات مئوية في أندر الحالات في شهر يوليو.
| البيانات المناخية لـكاناك          | البيانات المناخية لـكاناك | البيانات المناخية لـكاناك | البيانات المناخية لـكاناك | البيانات المناخية لـكاناك | البيانات المناخية لـكاناك | البيانات المناخية لـكاناك | البيانات المناخية لـكاناك | البيانات المناخية لـكاناك | البيانات المناخية لـكاناك | البيانات المناخية لـكاناك | البيانات المناخية لـكاناك | البيانات المناخية لـكاناك | البيانات المناخية لـكاناك |
| الشهر                              | يناير                     | فبراير                    | مارس                      | أبريل                     | مايو                      | يونيو                     | يوليو                     | أغسطس                     | سبتمبر                    | أكتوبر                    | نوفمبر                    | ديسمبر                    | المعدل السنوي             |
| ---------------------------------- | ------------------------- | ------------------------- | ------------------------- | ------------------------- | ------------------------- | ------------------------- | ------------------------- | ------------------------- | ------------------------- | ------------------------- | ------------------------- | ------------------------- | ------------------------- |
| الدرجة القصوى °م (°ف)              | 5 (41)                    | 1 (34)                    | 2 (36)                    | 6 (43)                    | 12 (54)                   | 20 (68)                   | 19 (66)                   | 17 (63)                   | 10 (50)                   | 5 (41)                    | 3 (37)                    | 3 (37)                    | 20 (68)                   |
| متوسط درجة الحرارة الكبرى °م (°ف)  | −19.0 (−2.2)              | −20.6 (−5.1)              | −20.1 (−4.2)              | −12.8 (9.0)               | −2.6 (27.3)               | 4.2 (39.6)                | 7.4 (45.3)                | 6.2 (43.2)                | 0.6 (33.1)                | −6.7 (19.9)               | −12.9 (8.8)               | −17.8 (0.0)               | −7.8 (18.0)               |
| المتوسط اليومي °م (°ف)             | −23.3 (−9.9)              | −24.6 (−12.3)             | −24.1 (−11.4)             | −17.0 (1.4)               | −5.6 (21.9)               | 1.5 (34.7)                | 4.6 (40.3)                | 3.8 (38.8)                | −1.7 (28.9)               | −9.8 (14.4)               | −16.6 (2.1)               | −21.6 (−6.9)              | −11.2 (11.8)              |
| متوسط درجة الحرارة الصغرى °م (°ف)  | −27.0 (−16.6)             | −28.4 (−19.1)             | −27.8 (−18.0)             | −21.0 (−5.8)              | −8.6 (16.5)               | −0.7 (30.7)               | 2.1 (35.8)                | 1.6 (34.9)                | −4.0 (24.8)               | −12.8 (9.0)               | −20.1 (−4.2)              | −25.0 (−13.0)             | −14.3 (6.3)               |
| أدنى درجة حرارة °م (°ف)            | −40 (−40)                 | −58 (−72)                 | −41 (−42)                 | −34 (−29)                 | −22 (−8)                  | −7 (19)                   | −3 (27)                   | −6 (21)                   | −17 (1)                   | −31 (−24)                 | −33 (−27)                 | −46 (−51)                 | −58 (−72)                 |
| الهطول مم (إنش)                    | 6 (0.2)                   | 6 (0.2)                   | 4 (0.2)                   | 6 (0.2)                   | 7 (0.3)                   | 7 (0.3)                   | 16 (0.6)                  | 24 (0.9)                  | 18 (0.7)                  | 12 (0.5)                  | 10 (0.4)                  | 8 (0.3)                   | 124 (4.9)                 |
| متوسط أيام هطول الأمطار (≥ 1.0 mm) | 2                         | 2                         | 1                         | 2                         | 2                         | 2                         | 4                         | 4                         | 4                         | 3                         | 3                         | 2                         | 31                        |
| متوسط الرطوبة النسبية (%)          | 64                        | 63                        | 63                        | 62                        | 63                        | 69                        | 71                        | 72                        | 69                        | 69                        | 66                        | 67                        | 67                        |
| ساعات سطوع الشمس الشهرية           | 0                         | 8                         | 150                       | 251                       | 316                       | 273                       | 271                       | 175                       | 155                       | 49                        | 0                         | 0                         | 1٬648                     |
| المصدر #1: NOAA                    |                           |                           |                           |                           |                           |                           |                           |                           |                           |                           |                           |                           |                           |
| المصدر #2: BBC Weather             |                           |                           |                           |                           |                           |                           |                           |                           |                           |                           |                           |                           |                           |